# Magnus Tate
Magnus Tate (* 1760 im Berkeley County, Colony of Virginia; † 30. März 1823 in Martinsburg, Virginia) war ein US-amerikanischer Politiker der Föderalistischen Partei und Mitglied des US-Repräsentantenhauses aus Virginia.

## Leben
Der im heutigen West Virginia geborene Tate studierte Rechtswissenschaft und war nach der anwaltlichen Zulassung als Rechtsanwalt tätig sowie in landwirtschaftlichen Unternehmungen. 1797 wurde er erstmals Mitglied im Abgeordnetenhaus von Virginia (Virginia House of Delegates).
Am 19. Mai 1798 wurde er zum Richter am Bezirksgericht im Berkeley County ernannt. 1803, 1809 sowie 1810 saß er erneut im Abgeordnetenhaus von Virginia, ehe er als Kandidat der Föderalistischen Partei zum Mitglied in das Repräsentantenhaus der Vereinigten Staaten gewählt wurde und in diesem vom 4. März 1815 bis zum 3. März 1817 die Interessen des 2. Kongresswahlbezirks von Virginia vertrat.
Zuletzt war Tate in den Jahren 1819 und 1820 Sheriff des Berkeley County.